# 大矢崎信哉
大矢崎 信哉（おおやざき しんや / のぶや、1903年5月20日 - 没年不明）は、大正・昭和時代の大相撲力士。峰崎部屋→片男波部屋→伊勢ノ海部屋→花籠部屋所属。本名は木越 信哉。最高位は十両2枚目。

## 経歴
秋田県北秋田郡田代町（現大館市）出身。1920年5月初土俵を踏む。1925年1月十両に昇進。番付を上げ、1926年1月には西十両2枚目まで進んだが、この場所で負け越してからは番付を下げ、1927年1月に幕下に落ちた。1927年10月再十両、この場所と翌場所も負け越し、再び幕下に落ちた。1928年5月に十両復帰。連続6場所務めた後、1930年1月幕下に落ち、同年10月に廃業した。
甥は伊勢ヶ濱部屋の元十両力士の大矢崎武男。